# لوئیجی لاوکیا
لوئیجی لاوکیا (انگلیسی: Luigi Lavecchia؛ زادهٔ ۲۵ اوت ۱۹۸۱) بازیکن فوتبال اهل ایتالیا است.
از باشگاه‌هایی که در آن بازی کرده‌است می‌توان به باشگاه فوتبال آسکولی، باشگاه فوتبال مسینا، باشگاه فوتبال یوونتوس، باشگاه فوتبال بولونیا، باشگاه فوتبال لو مان، باشگاه فوتبال کروتونه، آ.اس.آ ترگو مورش، و باشگاه فوتبال اتلتیکو آرتزو اشاره کرد.
وی همچنین در تیم‌های ملی فوتبال زیر ۱۶ سال ایتالیا، زیر ۱۸ سال ایتالیا، زیر ۲۰ سال ایتالیا، و زیر ۲۱ سال ایتالیا بازی کرده‌است.